# Torre A2A
A Torre A2A é um arranha-céu, atualmente em construção, da cidade de Milão, na Itália.

## História
Projetada pelos arquitetos Antonio Citterio e Patricia Viel, a torre está sendo construída como parte do projeto de requalificação do histórico pátio ferroviário de Porta Romana, em Milão, e será a nova sede da A2A. O projeto da torre inclui também a revitalização da Piazza Trento, alinhando-se com os esforços mais amplos para reconectar e transformar a área de Scalo Romana, que também abrigará a Vila Olímpica de Milão para os Jogos Olímpicos de Inverno de 2026. Em 2022, a conclusão da torre era esperada para 2025, com a inauguração prevista para 2026.

## Descrição
A torre deverá alcançar uma altura de 144 metros. A forma do edifício remeterá à de uma chaminé, e está previsto um mirante no topo da torre.